# Louis Le Tellier
Pour les articles homonymes, voir Le Tellier.
Louis Le Tellier est un entrepreneur et architecte français, actif à Paris au XVIIIe siècle, mort dans cette ville le 29 mars 1785.

## Biographie
Inspecteur des Bâtiments du roi à Versailles, Le Tellier participa comme entrepreneur à la construction de la cathédrale Saint-Louis et de l'Opéra royal.
À partir de 1741, il construisit à Paris, sur les plans de Nicolas Lhuillier de La Tour, les bâtiments de l'abbaye Saint-Martin-des-Champs, qui subsistent dans l'enceinte du Conservatoire national des arts et métiers, rue Saint-Martin.
Le Tellier fit l'acquisition de l'hôtel Amelot de Bisseuil, au 47, rue Vieille-du-Temple, où il fit abattre l'escalier et la chapelle, dus à Cottard, et réaliser de nouveaux aménagements, notamment le salon de Flore et des Zéphirs, par le sculpteur Guibert[Lequel ?] et le peintre Joseph-Marie Vien.
À partir de 1767, il construisit l'hôtel de Tessé, 1, quai Voltaire. Il travailla ensuite sur les plans de Denis Antoine à l'hôtel des Monnaies, et à la chaussée d'Antin sur ceux d'Alexandre-Théodore Brongniart.
Avec son fils, Louis-Pierre Le Tellier († 1786), il construisit les hôtels Le Maître et de Ségur, aux 7 et 9, rue Saint-Florentin (1768), les hôtels Le Roy de Senneville et La Tour du Pin-Gouvernet, aux 6 et 8, rue Royale (1769), les 9, 11 et 13, rue Royale (après 1781).
À sa mort, Louis Le Telier possédait vingt-deux immeubles à Versailles, Paris, Chaville ou Châtillon-sous-Bagneux. Ses petites-filles firent de beaux mariages avec des aristocrates ; l'une d'elles, Charlotte, épousa Louis-Benoit Fouques Duparc, ingénieur des Travaux maritimes de 1799 à 1835. Il avait épousé Catherine Caqué.[Qui ?]

## Source
- Michel Gallet, Les Architectes parisiens du XVIIIe siècle, Paris, Éditions Mengès, 1995, 491 p.  (ISBN 2856203701), p. 346.